# Baridà
|  | Aquest article parla de la comarca natural, per a l'enclavament de la Ribera d'Urgellet vegeu Baridà (Ribera d'Urgellet) |

Localització del Baridà

El Baridà és una subcomarca de l'alta vall del Segre situada entre Sant Martí dels Castells, a l'est, i l'Estret de Mollet (el Pont de Bar), a l'oest. Està integrada per municipis de dues comarques, la Cerdanya i l'Alt Urgell. El territori és un llarg congost del riu Segre, entre la subcomarca de la Batllia, a l'est, i l'Urgellet a l'oest, un lloc de pas obligat de l'Strata Ceretana romana entre Puigcerdà i la Seu d'Urgell. Al nord limita amb les muntanyes que fan frontera amb Andorra, i al sud amb la serra del Cadí. L'Estret de Mollet suposa el límit natural entre l'Urgellet i el Baridà.

## Topònim
El nom de Baridà deriva del castell de Bar, que va ser el centre de la sotsvegueria del Baridà, formava part de la vegueria de la Cerdanya, amb seu a Puigcerdà, però en el castell de Bellver va ser on residia el sotsveguer. La sotsvegueria incorporava el pagus de Talló, base del que fou una important batllia. Actualment es considera per separat la Batllia i el Baridà.

## Límits de la subcomarca

El Baridà (blau) respecte a les comarques de l'Alt Urgell (tons grocs: separació entre l'Urgellet i el sector meridional) i la Baixa Cerdanya (to verdós).

La subcomarca del Baridà comprèn totes les entitats de població incloses en els municipis de Lles de Cerdanya, i Montellà i Martinet, de la Cerdanya; i el Pont de Bar, de l'Alt Urgell. A més, també s'hi inclou el poble del Querforadat, actualment part del municipi de Cava.

### Inclou

#### Alt Urgell
- Cava (Alt Urgell):
  - Ansovell
  - Cava
  - El Querforadat
- Arsèguel (Alt Urgell):
  - Arsèguel
  - Pont d'Arsèguel
- Pont de Bar (Alt Urgell):
  - Ardaix
  - Els Arenys
  - Aristot
  - Els Banys de Sant Vicenç
  - Bar
  - Castellnou de Carcolze
  - El Pont de Bar
  - Toloriu

#### Cerdanya
- Lles de Cerdanya (Cerdanya):
  - Arànser
  - Lles de Cerdanya
  - Músser
  - Travesseres
  - Viliella
- Montellà i Martinet (Cerdanya):
  - Béixec
  - Estana
  - Martinet
  - Montellà
  - Víllec

## Història

### Sotsvegueria del Baridà
Històricament el Baridà havia esdevingut una sotsvegueria que incloïa més territoris que els actuals.
Antiga demarcació administrativa del comtat de Cerdanya, coincident amb el Baridà, que comprenia la part més occidental d'aquest, entre l'estret d'Isòvol i els banys de Sant Vicenç.
Originada com a jurisdicció del castell de Bar, que li donà nom, la vegueria inclogué també la vall de la Llosa i el pagus de Talló (nucli del territori conegut posteriorment per la Batllia, en el qual el comte Nunó Sanç fundà la nova població de Bellver de Cerdanya (1225), que esdevingué centre del territori. Incorporat el comtat de Cerdanya al govern directe de Jaume I de Catalunya-Aragó, fou creada la vegueria de Cerdanya i Baridà.

## Zones Naturals

### Estret de Mollet
L'Estret de Mollet és un pas estret i profund del riu Segre entre les muntanyes a l'Alt Urgell. Aquest estret resulta ser el límit natural entre dues comarques naturals, l'Urgellet i el Baridà. La primera tota ella a l'Alt Urgell, i la segona dividida entre l'Alt Urgell i la Cerdanya.
Aquest estret obre pas a la ribera d'Arsèguel, que inicia l'enfilall de riberes urgellenques i que ha constituït el segon gran "passadís" de Catalunya aprofitant el pas el Segre.